# Circonscription de Dalocha
La circonscription de Dalocha est une des 121 circonscriptions législatives de l'État fédéré des nations, nationalités et peuples du Sud, elle se situe dans la Zone Silte en Éthiopie. Sa représentante actuelle est Nuriya Bamud Husen.